# ويليام أندرسون (كاتب)
ويليام أندرسون (بالإنجليزية: William Anderson)‏ هو مدرس وكاتب للأطفال وكاتب أمريكي، ولد في 1952.